# Admiralty House (Sydney)

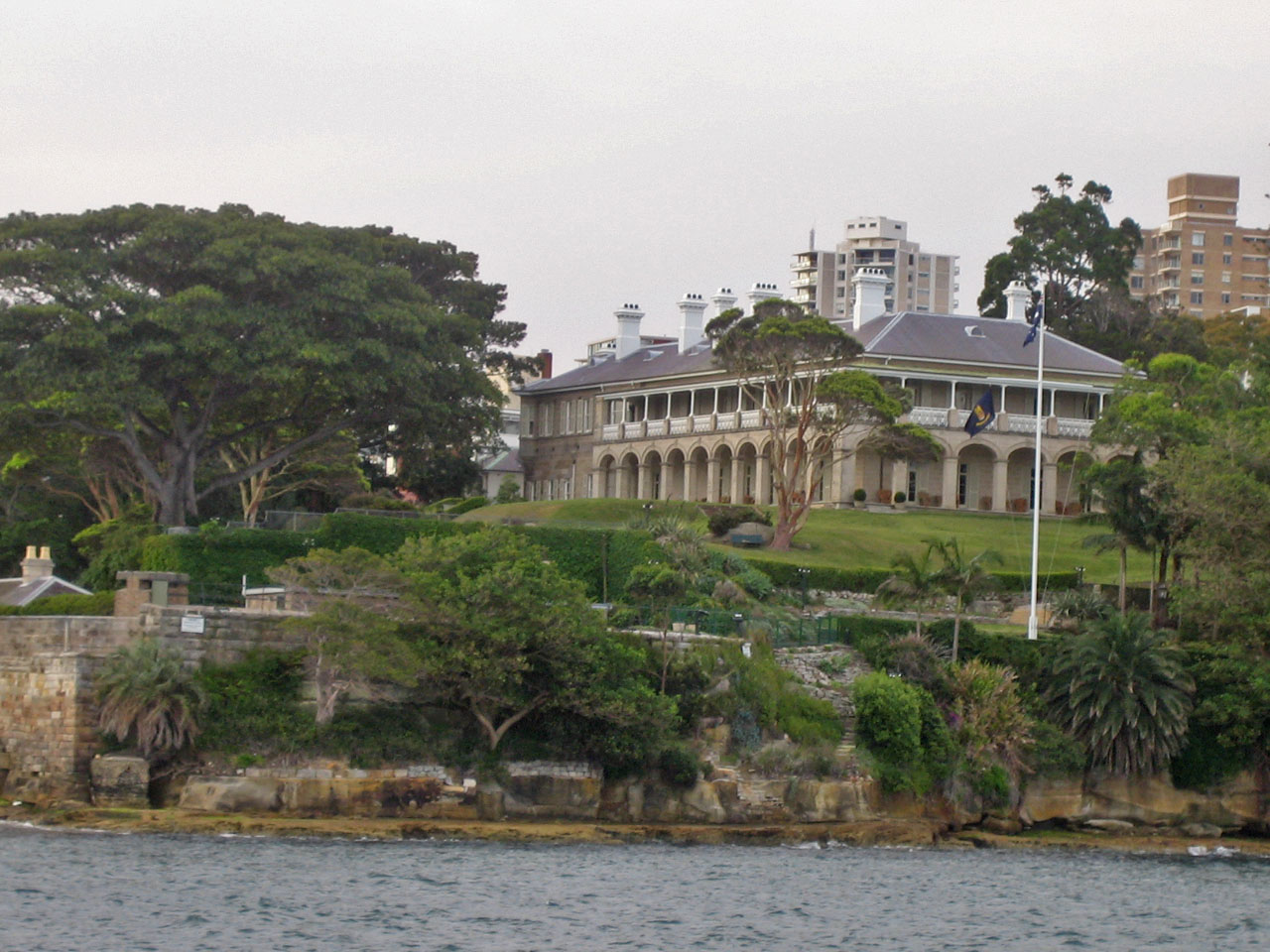
Admiralty House vista dum barco no porto.

Admiralty House (em português: Casa do Almirantado) é a residência oficial do Governador-geral da Austrália em Sydney. Fica localizada em Kirribilli, na margem norte do Porto de Sydney, junto à Kirribilli House, a residência oficial do Primeiro-ministro na mesma cidade. Do grande palácio em estilo italiano situado no Kirribilli Point, em tempos conhecido como "Wotonga", tem-se uma vista sobre a Baía de Sydney, incluindo a Ponte do Porto e a Casa de Ópera. O seu nome deriva do facto de ter servido de residência ai Comandante-em-Chefe do Esquadrão Australiano da Royal Navy.
O palácio original naquele sítio foi concluida, como residência privada, na segunda metade de 1843, pelo Coronel John George Nathaniel Gibbes, o então Colector de Alfândega para a Nova Gales do Sul. Um retrato de Gibbes, pintado em 1808, está pendurado na casa.

## Kirribilli pré-europeia
Antes da chegada dos colonizadores europeus à Baía de Sydney, a tribo aborígene "Cammeraygal" vivia ao longo das margens de Kirribilli e Milson's Point e no mato circundante. A região era uma fértil zona de pesca e, por esse motivo, o nome "Kirribilli" deriva da palavra aborígene "Kiarabilli", que significa "bom local de pesca". O nome "Cammeraygal" é exibido no emblema do Conselho Municipal de Sydney Norte e, também, dá nome ao subúrbio de Cammeray.

## Origens da Admiralty House
Em 1794, Thomas Muir, um reformador constitucional escocês, foi condenado à deportação por insurrecção. Foram-lhe concedidas terras agrícolas ao longo da baía a partir da sua cabana, onde se situa agora o Circular Quay. A quinta, que cobria toda a Kirribilli, foi baptizada por Thomas Muir com o nome de "Hunter’s Hill" (Colina do Caçador), o mesmo nome da casa do seu pai na Escócia. No entanto, em 1796 Thomas Muir escapou com facilidade da colónia a bordo dum brigue americano, nunca mais voltando a ser visto.
Quatro anos depois, A quinta "Hunter’s Hill" de Muir, com cerca de 120 acres (0,49 km²), foi concedida a um homem chamado Robert Ryan pelo seu serviço nos marines e nos Corpos da Nova Gales do Sul. Em 1801, a propriedade havia passado para as mãos de Robert Campbell (1769–1846), um respeitado mercador de Sydney. Em 1807, Campbell construiu o primeiro estaleiro naval da Austrália, no lugar onde se situa agora o Royal Sydney Yacht Squadron, Kirribilli.
A propriedade de Campbell em Kirribilli foi usada para pastoreio sob arrendamento por James Milson, um amigo de Campbell, donde surge o nome "Milson's Point". Milson's Point é o ponto que se segue a Kirribilli Point, onde a Sydney Harbour Bridge atravessa a baía. Em 1842, o lugar de 5 acres (20 000 m²) onde a Admiralty House se situa actualmente foi arrendada pela Colónia ao Colector de Alfândega, o Lugartenente-Coronel (mais tarde Coronel) John George Nathaniel Gibbes, MLC. Coronel Gibbes (1787-1873), o qual tencionava construir uma casa privada naquele sítio. Desde a sua chegada à colónia, em 1834, Gibbes e a sua família havia vivido na Henrietta Villa, também conhecida como Naval Villa, no Point Piper de Sydney, sob um contrato de arrendamento.
Na soberba localização de Kirribilli Point, Gibbes ergueu, entre 1842 e 1843, uma graciosa casa de piso único, com largas varandas e elegantes portas francesas. O próprio Gibbes desenhou a casa, a qual chamou de "Wotonga" (ou "Woottonga"). A pedra para as paredes do edifício foram extraídas localmente e a madeira dura e carpintaria de cedro vieram do depósito de madeira de George Coleson, na George Street, Sydney. Gibbes contratou James Hume, um conhecido construtor que se ocupara na arquitetura eclesiástica, para supervisionar a construção do edifício e dos seus estábulos. No entanto, Gibbes contratou os seus próprios pedreiros, carpinteiros, canalizadores e ferreiros para trabalhar no projeto, pagando a cada um deles separadamente de acordo com o andamento da obra. Gibbes usou o escaler do Departamento de Alfândega para se deslocar nas idas e vindas ao local de construção. Uma vez concluída, a residência em forma de L de Gibbes apresentava uma dupla fachada simples, mas elegante, para maximizar a magnificência do edifício, de onde se vislumbravam vistas através da Baía de Sydney. estas vistas permitiam a Gibbes monitorizar a navegação que entrava e saía do Darling Harbour e, mais importante, do Circular Quay, onde estava situada a Alfândega de Sydney. Actualmente, Wotonga forma o coração da Admiralty House e as vistas panorâmicas este-oeste, de 180 graus, são ainda mais espetaculares que no tempo de Gibbes, devido ao crescimento posterior da CBD de Sydney.
Acidentalmente, foi dito que o Coronel Gibbes seria filho ilegítimo de Sua Alteza Real Frederick, Duque de York e Albany, (Segundo filho do Rei Jorge III). Esta conhecida ligação com a monarquia britânica acrescentou algum tempero ao futuro papel da casa de Kirribilli Point com um estabelecimento vice-real.

## Gibbes, Travers e Feez
Em 1849 Robert Campbell faleceu e os executores da herança venderam a propriedade, compreendendo o palácio e os 5 acres (20 000 m²) de terra, a Gibbes por cerca de 1.400 libras. No dia 27 de Dezembro de 1851, Gibbes vendeu a propriedade a James Lindsay Travers, um mercador de Macquarie Place, Sydney, por 1533 libras.
Uma pequena parcela da terra de Kirribilli Point, um pouco mais de 1 acre (4000 m²), foi vendida em 1854 a um mercador, Adolph Frederic Feez. Neste terreno, foi construída a Kirribilli House. Kirribilli House, o edifício ao lado de Admiralty House, serve actualmente de residência oficial do Primeiro-Ministro da Austrália em Sydney.

## A Guerra da Crimeia
Em 1855, durante a Guerra da Crimeia, o Governador William Denison reclamou a ponta de Kirribilli Point, na qual foram construídas fortificações. Estas fortificações, juntamente com o Forte Denison, estavam destinadas a fortificar as defesas da Baía de Sydney, uma vez que se receava que os russos pudessem atacar. Em 1856, o tenente-coronel George Barney, oficial dos [Royal Engineers (Engenheiros Reais), viveu em "Wotonga", tendo desenhado e supervisionado a instalação duma de cinco baterias de carregar pela boca em Kirribilli Point, assim como a construção da Torre Martello (Martello Tower) no Forte Denison.

## Lassetter, Wilshire e Cadell
Em 1856, o Lugartenente Coronel Barney comprou o palácio e os seus terrenos para que pudesse ver todos os locais que havia fortificado. Em Setembro de 1860, Barney vendeu a propriedade, por 9.000 libras, a George Alfred Lloyd. Em 1866, foi passada ao Sr. Frederick Lassetter e posteriormente ao Sr. James Wilshire, um antigo Lord Mayor de Sydney e Membro do Conselho Legislativo da Nova Gales do Sul entre 1858 e 1861.
Em Abril de 1874, Wotonga House foi leiloada e comprada, por 10.100 libras, pelo Sr. Thomas Cadell, um mercador de Sydney e membro do mesmo Conselho Legislativo entre 1881 e 1896. Na época, o palácio foi descrito como contendo uma larga varanda, um espaçoso hall de entrada, salas de estar e de jantar, dez quartos e as salas habituais, com um abundante abastecimento de água, o qual nunca falha nas épocas de seca.

## O Almirantado
Em 1885, o Esquadrão Australiano da Royal Navy foi elevado ao estatuto de comando de um almirante em reconhecimento do crescimento de importância da colónia. O governo colonial comprou "Wotonga" como residência para o Almirante da Marinha. O edifício foi rebaptizado como "Admiralty House", sendo feitas melhorias à propriedade. Foi acrescentado um segundo piso ao palácio, assim como uma varanda colunada. Também foi adicionado uma portaria em estilo neo-gótico nos terrenos, assim como um Passeio do Almirante (Admiral’s Walk) coberto, o qual descia até ao cais para dar acesso ao barco da almirante.
Em 1913, esta fase da história da Admiralty House chegou ao fim quando o último Almirante Britânico deixou o palácio. Neste momento, a Royal Australian Navy (Marinha Real Australiana) assumiu a responsabilidade da defesa naval da Austrália.

## O Governador-Geral
A partir da criação da Federação da Austrália, em 1901, a Government House na Nova Gales do Sul, em Farm Cove, foi usada como residência em Sydney do Governador-Geral. Em 1912, o Governo da Nova Gales do Sul decidiu destinar o edifício a fins públicos uma vez mais, deixando o Governador-Geral da época, Lord Denman, sem uma residência oficial em Sydney.
Com a partida do último Almirante Britânico da Admiralty House no ano seguinte, o Almirantado devolveu o palácio ao Governo da Nova Gales do Sul. Este dotou o sucessor de Lord Denman, Sir Ronald Munro Ferguson, com uma residência em Sydney. Admiralty House foi a residência dos Governadores-Gerais durante os quinze anos seguintes.
Em 1930, durante a Grande Depressão, o Governo Scullin fechou a Admiralty House e os seus conteúdos foram vendidos em leilão em 1931.
O Governador-Geral Sir Isaac Isaacs, nomeado em 1931, foi o primeiro Governador-Geral a viver permanentemente em Yarralumla, no Canberra. Durante o seu mandato, a Admiralty House permaneceu vazia e negligenciada. Sir Isaac descreveu o palácio em 1934 como estando "despida do seu glamour, sem mobiliários além de alguns refinados espelhos, os seus jardins selvagens e cobertos de mato". Em 1936, o Estado da Nova Gales do Sul reabriu a Admiralty House como residência em Sydney do novo Governador-Genal, Lord Gowrie. O palácio tem sido usado desde então como uma instalação vice-real.
A posse formal da Admiralty House passou finalmente do Governo Estadual para a Commonwealth por cedência da Coroa em 1948, com a condição do palácio ser usado somente como residência do Governador-Geral.

## Outros usos
A Admiralty House, os seus terrenos e a Kirribilli House são habitualmente abertos ao público uma vez por ano, algures na Primavera quando os jardins estão no seu auge. No entanto, por questões de segurança, não houve aberturas públicas entre os Ataques terroristas de 11 de Setembro de 2001 nos Estados Unidos e o ano de 2005, ano que assistiu a uma nova abertura no dia 30 de Outubro. Uma história do jardim foi publicada na Oxford Companion to Australian Gardens.
Presentemente, a Admiralty House é a residência oficial do Governador-Geral da Austrália e de importantes visitantes estrangeiros. A Família Real e outros importantes dignitários, como o Presidente dos Estados Unidos e o Papa, visitaram a Admiralty House quando estiveram em Sydney.

## O interior
O piso térreo possui duas salas de recepção, uma sala de jantar, um estúdio e uma elaborada escadaria central. As salas privadas dos residentes encontram-se nos pisos superiores.
O palácio está mobilado com mobiliário colonial, porcelanas e numerosas obras de arte históricas, como retratos do Capitão James Cook e de antigos governadores, incluindo Hallam Tennyson, 2º Barão Tennyson. Muitos foram adquiridos para a nação pelo The Australiana Fund.

## Bibliografa
- Clifford-Smith, Silas; 'Admiralty House', Oxford Companion to Australian Gardens, South Melbourne, 2002
- Thompson, CJ; Admiralty House, Sydney – Brief History and Catalogue of Contents of State Rooms; Government House, Canberra, 1984
- Kerr, John Semple, Admiralty House: A Conservation Plan Developed for the Department of Housing and Construction, Sydney, 1987
- Steele, Jeremy, Sydney Cove to the Heads; The University of Sydney, 1978
- Stephensen, PR & Kennedy, Brian; The History and Description of Sydney Harbour; Reed Publishing, 1966 & 1980
- Messent, David & McGonigal, David; The Complete Guide to Sydney Harbour; David Messent Photography, 1994
- The Governor General of the Commonwealth of Australia: The History of Admiralty House: 1794-1948
- The Australiana Fund: Admiralty House
- North Sydney Council: The Face of North Sydney Image Library